# Mario Abramovich
Mario Abramovich (Argentina, 31 de octubre de 1926 - Buenos Aires, 1 de diciembre de 2014) fue un violinista y compositor argentino, considerado una importante figura vinculado a la música de tango. 
Actuó desde muy joven como violinista junto a figuras relevantes del tango integrando prestigiosos conjuntos dedicados al género y componiendo piezas.
Fue integrante del conjunto musical Sexteto Mayor entre 1973 y 2014.

## Actividad como músico
Desde que tenía 6 años estudió la ejecución del violín con Martín Llorca y posteriormente ganó un concurso e ingresó como violinista en el Teatro Colón. En 1943 comenzó su relación con el tango. Trabajó como primer violín con Osvaldo Fresedo, Miguel Caló y Argentino Galván, integró durante 23 años la orquesta de Héctor Varela y realizó grabaciones con Juan D'Arienzo y Aníbal Troilo. "Llegué a estar en doce orquestas al mismo tiempo, pero a los 40 años estaba con el esqueleto a la miseria. Un día me cansé y me retiré del Colón: yo quería viajar, y me di el gusto."
Cuando Luis Stazo y José Libertella fundaron el 23 de abril de 1973 el conjunto Sexteto Mayor, por propuesta de Fernando Suárez Paz se incorporó al mismo como violinista desde su inicio en momentos en que ninguno de sus integrantes imaginara siquiera la larga y exitosa trayectoria que tendría el conjunto. Abramovich rememoró: 

"Yo fui con la condición de no tocar solos de violín. Pero la primera noche me pusieron cuatro solos, uno más difícil que otro. Como me las vi feas, en la mitad de un tango guardé el violín y me fui a la calle. Estábamos en "La casa de Carlos Gardel"; el Negro Suárez salió y me convenció de volver. Pero a los dos días se fue y me dejó solo, ¡Solo! Encima tenía que aprender todo un repertorio nuevo: yo estaba como loco. Julio Jorge Nelson (el presentador) me consolaba...".

El conjunto debutó en "La Casa de Carlos Gardel" y realizó presentaciones en otros escenarios menores. Acompañaban a la cantante Gloria Díaz, y ella los llevó a Canal 9. Más adelante trabajaron en los mejores lugares porteños, como Caño 14, El Viejo Almacén y Casablanca. Cuidaban los aspectos empresarios y, por ejemplo, compraban sus propios discos para distribuirlos en las radios del interior del país.
Tuvieron sus dificultades iniciales, y así cuenta Abramovich: 

Hasta que nos llamaron de Caño 14, pero el día anterior viajamos a Río Turbio por una función. Era un viaje en avión hasta Río Gallegos y después, 300 kilómetros de tierra. Al otro día era el debut en Caño 14 y no podíamos perder el avión: había que hacer los 300 kilómetros de tierra y el chofer andaba borracho por algún lado. Lo encontramos y lo obligamos a manejar: se iba quedando dormido y le pegábamos con el arco en la cabeza. Cada 50 kilómetros quería tomar algo: pedía cerveza y nosotros se la cambiábamos por café. Tomamos el avión casi por la cola, llegamos roñosos y, así como estábamos, fuimos a Caño 14. Así empezó el Sexteto Mayor en el centro. Fue toda una lucha hasta que pudimos empezar a sobrevivir."

 Inicialmente la formación tenía el mismo formato que el conjunto de los años '20 de Julio De Caro que comenzó una nueva etapa del tango: dos bandoneones, dos violines, piano y contrabajo. En 1992 cuando empezaron con el espectáculo “Tango Pasión” mantuvieron la misma estructura del sexteto pero agregaron como artistas invitados dos bandoneones, dos violines, guitarra, dos pianos, además de cantantes y bailarines.
En 1981 comenzó el gran cambio, cuando Tomás Barna convocó al conjunto para inaugurar la tanguería parisina Trottoirs de Buenos Aires. En ese lugar los vio Claudio Segovia, y los convocó para el espectáculo Tango Argentino que estaba creando junto con Héctor Orezzoli. Fueron a París por una semana pero continuaron presentándolo nueve años porque fue un rotundo éxito. 
Con música del Sexteto y otras figuras como el dúo Salgán-De Lío; más cantores como Raúl Lavié, Roberto Goyeneche, Elba Berón, Alba Solís, Jovita Luna o María Graña, y bailarines como Juan Carlos Copes y María Nieves, Mayoral y Elsa María, Gloria y Eduardo o Virulazo y Elvira, Tango Argentino fue un éxito inesperado tanto en París como en Broadway, que luego continuaron con actuaciones propias o como parte del show Tango Pasión.
El Sexteto Mayor realizó giras por el mundo entre diez y once meses por año, lo que lo ha llevado a ser considerado el conjunto de tango argentino más famoso del mundo. Ha recibido numerosos premios y fue el primer conjunto argentino en ganar el Grammy Latino en 2003.
En su debut en "Trottoirs de Buenos Aires" estuvieron, entre otras figuras, de Julio Cortázar, Yves Montand y Paloma Picasso. A fines de octubre de 1985 alcanzaron consagración total con el espectáculo Tango Argentino en Broadway en el Teatro Mark Hellinger en una temporada que, prevista para seis semanas, se prolongó por seis meses. En los primeros días de 1993 estrenaron el espectáculo Tango Pasión en el Coconut Grave de Miami y a continuación actuación en Broadway para luego seguir en mayo con el espectáculo en el teatro Deutsches de Múnich. En 1996 realizaron una extensa gira por distintos países de Europa, incluyendo Finlandia, San Petersburgo, Moscú y Asia, en Hong Kong y Singapur, con un total de 264 funciones. En 1997 hubo otra extensa gira por Europa que incluyó Atenas, Salónica, Rodas y Estambul y por Asia en Taiwán y Japón, con un total de 237 funciones. En 2001 presentaron el espectáculo "De Gardel a Piazzolla en Santiago de Chile. En 2002 actuaron el la fiesta de casamiento de Máxima Zorreguieta con el príncipe heredero de Holanda y luego de una gira por Europa se presentaron en Beirut y a continuación en Estados Unidos. En 2003 realizaron un concierto de apertura en el conocido teatro Concertgebouw de Ámsterdam y actuaron en el Musichalle Theater de Hamburgo.
Luego de que en diciembre de 2004 falleciera Libertella y poco después renunciara Stazo y se radicara en Berlín, le propusieron dirigir el conjunto pero se negó porque siempre su interés fue tocar y nada más.
Abramovich participó en los siguientes espectáculos del Sexteto Mayor:
- Una noche en Buenos Aires
- Trottoirs de Buenos Aires
- Tango Argentino
- Todo al 17
- Tangomanía
- Tango Pasión
- De Gardel a Piazzolla.

Abramovich fue autor de los tangos De moño y Preludio a Francini, ambos en colaboración con Luis Stazo.
Falleció el 1 de diciembre de 2014 a raíz de una endoscopia realizada en el Sanatorio Güemes que se complicó con un sangrado faringeo causado por el procedimiento. Los médicos intentaron compensarlo sin éxito. 